# Courtefontaine (Giura)
Courtefontaine è un comune francese di 242 abitanti situato nel dipartimento del Giura nella regione della Borgogna-Franca Contea.

## Società

### Evoluzione demografica
Abitanti censiti